# Poul Jensen (astronome)
Pour les articles homonymes, voir Poul Jensen et Jensen.
Poul B. Jensen est un astronome danois du XXe siècle.

## Biographie
Alors que Poul B. Jensen travaillait à l'observatoire Brorfelde, il a découvert, d'après le Centre des planètes mineures, 92 astéroïdes seul et six avec un codécouvreur entre 1984 et 1989. Entre 1967 et 1969, il participa à des mesures de position d'étoiles avec le cercle méridien de 7" de l'observatoire. Il est également le codécouvreur (avec Carolyn S. Shoemaker) de la
comète C/1987 W3 (Jensen-Shoemaker) (1987g1 selon la nomenclature de l'époque).
L'astéroïde (5900) Jensen a été nommé en son honneur et en celui de sa femme, Bodil Jensen.

## Astéroïdes découverts
| (3033) Holbaek          | 5 mars 1984       |
| (3318) Blixen           | 23 avril 1985     |
| (3459) Bodil            | 2 avril 1986      |
| (3596) Mérion           | 14 novembre 1985  |
| (3782) Celle            | 3 octobre 1986    |
| (3796) Lene             | 6 décembre 1986   |
| (3830) Trelleborg       | 11 septembre 1986 |
| (3858) Dorchester       | 3 octobre 1986    |
| (3864) Søren            | 6 décembre 1986   |
| (3934) Tove             | 23 février 1987   |
| (3948) Bohr             | 15 septembre 1985 |
| (3956) Caspar           | 3 novembre 1988   |
| (3989) Odin             | 8 septembre 1986  |
| (3990) Heimdal          | 25 septembre 1987 |
| (4059) Balder           | 29 septembre 1987 |
| (4088) Baggesen         | 3 avril 1986      |
| (4092) Tyr              | 8 octobre 1986    |
| (4213) Njord            | 25 septembre 1987 |
| (4452) Ullacharles      | 7 septembre 1988  |
| (4453) Bornholm         | 3 novembre 1988   |
| (4484) Sif              | 25 février 1987   |
| (4572) Brage            | 8 septembre 1986  |
| (4669) Høder            | 27 octobre 1987   |
| (4862) Loke             | 30 septembre 1987 |
| (4894) Ask              | 8 septembre 1986  |
| (4895) Embla            | 13 octobre 1986   |
| (5024) Bechmann         | 14 novembre 1985  |
| (5030) Gyldenkerne      | 3 novembre 1988   |
| (5051) Ralph            | 24 septembre 1984 |
| (5106) Mortensen        | 19 février 1987   |
| (5116) Korsør           | 13 mars 1988      |
| (5118) Elnapoul         | 7 septembre 1988  |
| (5119) Imbrios          | 8 septembre 1988  |
| (5165) Videnom          | 11 février 1985   |
| (5171) Augustesen       | 25 septembre 1987 |
| (5173) Stjerneborg      | 13 mars 1988      |
| (5320) Lisbeth          | 14 novembre 1985  |
| (5321) Jagras           | 14 novembre 1985  |
| (5323) Fogh             | 13 octobre 1986   |
| (5427) Jensmartin       | 13 mai 1986       |
| (5505) Rundetaarn       | 6 novembre 1986   |
| (5900) Jensen           | 3 octobre 1986    |
| (6000) United Nations   | 27 octobre 1987   |
| (6002) Eetion           | 8 septembre 1988  |
| (6085) Fraethi          | 25 septembre 1987 |
| (6119) Hjorth           | 6 décembre 1986   |
| (6184) Nordlund         | 26 octobre 1987   |
| (6959) Mikkelkocha      | 3 novembre 1988   |
| (7559) Kirstinemeyer    | 14 novembre 1985  |
| (7931) Kristianpedersen | 13 mars 1988      |
| (8820) Anjandersen      | 14 novembre 1985  |
| (9015) Coe              | 14 novembre 1985  |
| (10048) Grönbech        | 3 octobre 1986    |
| (10066) Pihack          | 1er décembre 1988 |